# Hydroxymethylglutaryl-CoA-Lyase
Hydroxymethylglutaryl-CoA-Lyase (kurz: HMG-CoA-Lyase oder HL) ist das Enzym, das die Spaltung von HMG-CoA in Acetyl-CoA und Acetoacetat katalysiert. In Pflanzen und Bakterien wird HMG-CoA über eine HMG-CoA-Lyase Teil des Mevalonatwegs zum Aufbau der Isoprenoide. In den Mitochondrien und Peroxisomen der Wirbeltiere ist HMG-CoA Teil der Synthese der Ketokörper und des Abbaus der Aminosäure Leucin. Beim Menschen ist das Enzym in Fibroblasten, Lymphozyten und der Leber lokalisiert. Mutationen im HMGCL-Gen können zum erblichen Enzymmangel HMG-CoA-Lyase-Mangel führen, der mit schwerer Hypoglykämie und Koma einhergeht. HL-Mangel ist außerhalb Saudi-Arabiens, Portugals und Japans extrem selten.

## Katalysierte Reaktion
⇒  + 
HMG-CoA wird zu Acetyl-CoA und Acetoacetat umgesetzt.

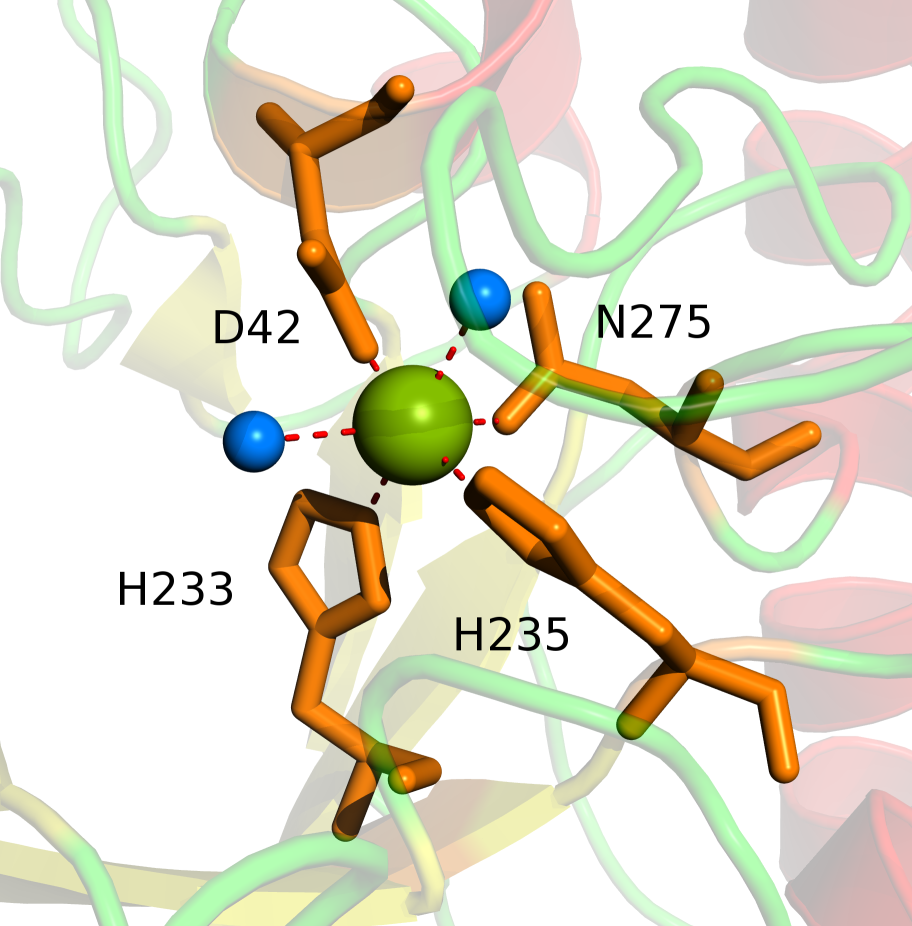
Das Magnesiumion (in grün) ist von vier Aminosäuren und vermutlich zwei Wassermolekülen (in blau) komplexiert. Die Aminosäuren sind Aspartat 42, Histidin 233 und 235, sowie Asparagin 275.